# BYD e5
El BYD e5 es un automóvil eléctrico compacto fabricado por BYD, basado en el sedán BYD Surui de gasolina.

## Visión general
El e5 cuenta con una batería de fosfato de hierro de litio  (LiFePO4) de 65Ah, capaz de entregar una autonomía todo-eléctrica  de 400 km y una velocidad superior de 150 km/h. Las ventas minoristas empezaron en China en septiembre de 2015.  Se entregaron 1.426 unidades en el mercado chino en 2015 y 15.639 en 2016.
Una versión de 300 km denominada BYD e5 300, que comparte muchas características con el BYD Qin EV300, se lanzó en 2016.